# Rachel, Rachel
Rachel, Rachel är en amerikansk dramafilm från 1968 i regi av Paul Newman, som också producerade filmen. Manuset är baserat på romanen A Jest of God av den kanadensiska författaren Margaret Laurence.
Filmen nominerades till fyra Oscar. Joanne Woodward och Estelle Parsons nominerades i kategorierna bästa kvinnliga huvudroll respektive biroll. Filmen nominerades även i kategorierna bästa film och bästa manus efter förlaga. Woodward nominerades också till en Golden Globe, vilken hon vann. Även regissören Paul Newman belönades med en Golden Globe. 

## Rollista (urval)
- Joanne Woodward - Rachel Cameron
- James Olson - Nick Kazlik
- Kate Harrington - Mrs. Cameron
- Estelle Parsons - Calla Mackie
- Donald Moffat - Niall Cameron
- Terry Kiser - predikanten
- Frank Corsaro - Hector Jonas
- Bernard Barrow - Leighton Siddley
- Geraldine Fitzgerald - kyrkoherde Wood